# س. أو. بريدن
س. أو. بريدن (بالإنجليزية: C. O. Braden)‏ هو مدير فني أمريكي، ولد في 5 نوفمبر 1891 في بلدوين سيتي في الولايات المتحدة، وتوفي في 1 أغسطس 1969 في إنديبيندنس في الولايات المتحدة.